# Loxosceles cubana
Loxosceles cubana är en spindelart som beskrevs av Willis J. Gertsch 1958. Loxosceles cubana ingår i släktet Loxosceles och familjen Sicariidae. Inga underarter finns listade i Catalogue of Life.